# Миноква (Висконсин)
Миноква (енгл. Minocqua) насељено је место без административног статуса у америчкој савезној држави Висконсин.

## Демографија
По попису из 2010. године број становника је 451.
| Група             | 2000.    | 2010.       |
| Белци             | 0 (0,0%) | 412 (91,4%) |
| Афроамериканци    | 0 (0,0%) | 2 (0,4%)    |
| Азијати           | 0 (0,0%) | 6 (1,3%)    |
| Хиспаноамериканци | 0 (0,0%) | 3 (0,7%)    |
| Укупно            | 0        | 451         |